# Rolf Lindståhl

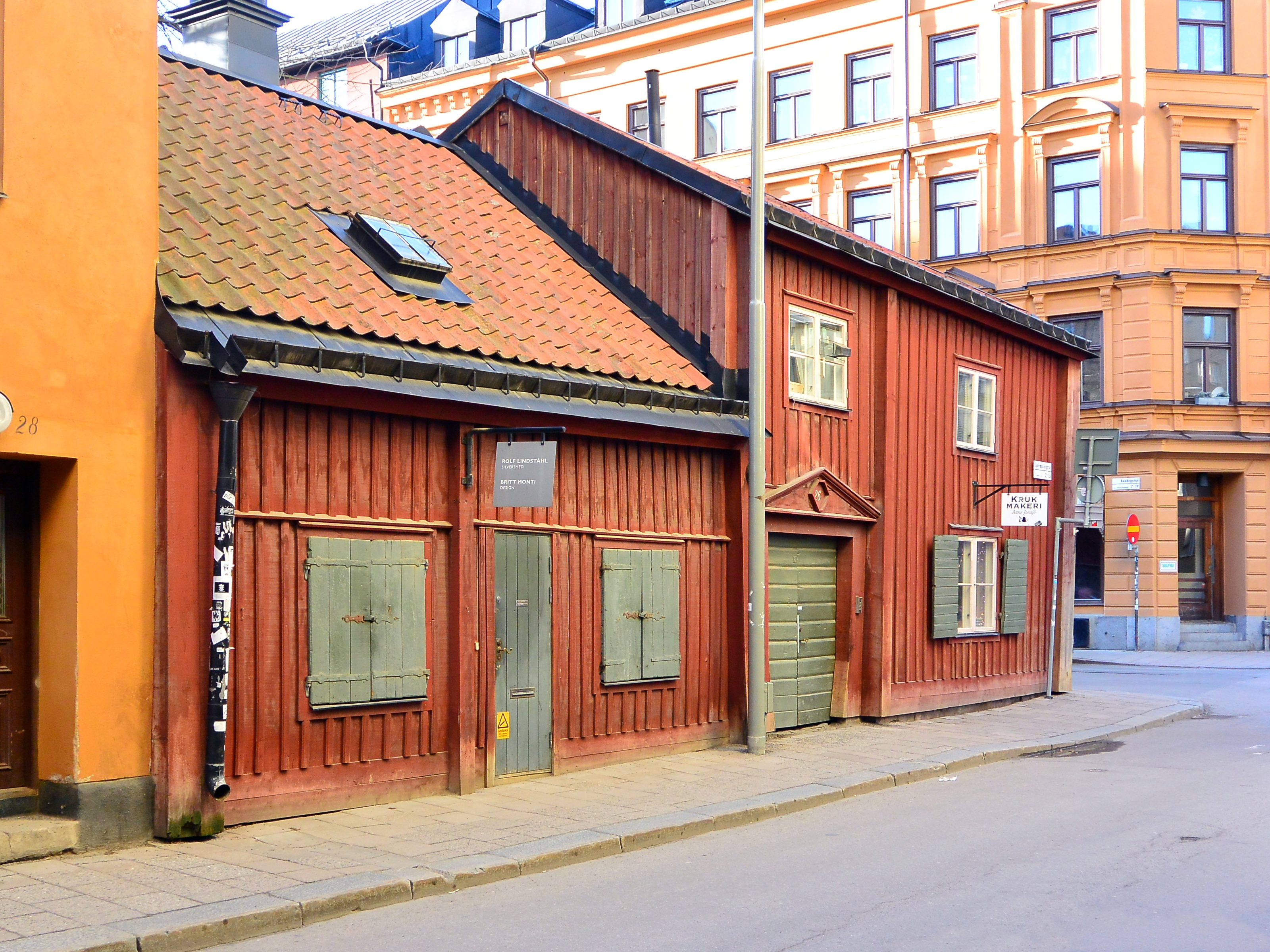
Rolf Lindståhls ateljé, verksam 2001-2024 vid Södermannagatan 26.

Rolf Birger Raymond Lindståhl, född 12 februari 1946 i Linköpings församling, Östergötlands län, är en svensk silversmed. 
Lindståhl studerade vid Sveriges Juvelerare- och Guldsmedsförbunds skola Strålsnäs i Mjölby 1962–1966 och därefter vid Konstfackskolan i Stockholm där han utexaminerades 1971. Han har sedan 1974 drivit en egen silversmedsateljé vilken han har överlåtit till silversmed Christian Gandini. Lindståhl har huvudsakligen arbetat med större föremål som till exempel bägare, kannor, vaser och skålar. Lindståhl är representerad vid bland annat Nationalmuseum i Stockholm.